# М'єря (Горж)
М'єря (рум. Mierea) — село у повіті Горж в Румунії. Входить до складу комуни Крушец.
Село розташоване на відстані 191 км на захід від Бухареста, 57 км на південний схід від Тиргу-Жіу, 33 км на північ від Крайови.

## Населення
За даними перепису населення 2002 року у селі проживали 363 особи, усі — румуни. Усі жителі села рідною мовою назвали румунську.